# 马丁·霍尔施泰因
马丁·霍尔施泰因（德語：Martin Hollstein，1987年4月2日—），德国男子皮划艇运动员。他曾代表德国参加2008年和2012年夏季奥林匹克运动会皮划艇比赛，获得一枚金牌和一枚铜牌。